# 太閤堤
太閤堤（たいこうつつみ）とは、豊臣秀吉が伏見城築城に伴い、それまで巨椋池に流れ込んでいた宇治川を分離して伏見城下に誘導するために築いた堤防のことで、宇治から向島までの「槇島堤」、宇治から小倉までの「薗場堤」、小倉から向島までの「小倉堤」、伏見市街下流部から淀に至る「淀堤」の総称として用いられている。
「淀堤」には、桜などが植えられ庶民から親しまれたことからこれを「太閤堤」と称したとされる。

## 解説
築堤の開始は、史料によれば文禄3年（1594年）のことで、宇治川から巨椋池を切り離して、堤を向島まで延長する宇治川左岸の槇島堤から工事が始まったとされている。なお、同じく秀吉の命により築かれた淀川下流左岸の枚方から守口に至る「文禄堤」をこの太閤堤に含める主張もある。
槇島堤と薗場堤は、巨椋池と分離することによって宇治川の水位を上げ伏見城の外堀の役目を担わせるとともに、伏見城下の港湾整備にも寄与し、このことによって秀吉の二つの城、大坂城と伏見城を水運により結びつけた。小倉堤は、巨椋池中を突き抜ける形で築造された。
小倉堤は伏見城下から宇治川に架けた「豊後橋（現・観月橋）」を渡って奈良方面へ行く新道として機能し、このため人流のほとんどは伏見城下に集中し、従来山科盆地を南下、六地蔵付近から宇治川右岸を宇治橋まで遡って渡橋、宇治市街を奈良方面へ向かっていたそれまでの大和街道の重要性は著しく低下した。このため以後は小倉堤を大和街道と称することになった。槇島堤は、旧大和街道に代わって、伏見と宇治を繋ぐ新たな「宇治道」となった。これには踏み固めることによって堤を強化するという狙いもあったものと考えられる。
淀堤は堤上に「大坂道」が設けられ、これが下流の文禄堤と結ばれて京阪を繋ぐ陸路となった。この道は後に、山科追分から勧修寺、伏見、淀、枚方、守口を経由して京橋に至る、いわゆる「東海道五拾七次」の一部となった。淀以南は明治期には「国道1号線」（京阪国道）となっている。
2007年、宇治橋下流右岸で文禄・慶長期頃のものと見られる石張りの護岸遺跡が発掘され、これが「宇治川太閤堤跡」として2009年7月23日に国の史跡に指定された。従来太閤堤の遺構が発掘されたことがなく「宇治川太閤堤跡」は当時の水制技術を知るうえで貴重である。ただし当時の記録では宇治橋付近での築堤は左岸側の槇島堤に限られ、しかも前述の通り、従来その主目的は水陸の交通路の再整備にあったと見られていたから、この水制を専らとする右岸遺跡については、真に「太閤堤跡」かどうかも含め、目的、担当大名、着工時期など、なお歴史学の面から検討が必要である。